# Gostavăţu
Gostavăţu es una comuna ubicada en el distrito de Olt, Rumania.

## Superficie
Posee una superficie de 46,35 kilómetros cuadrados.

## Demografía
Hasta 2021 la población era de 2454 habitantes, con una densidad de población de 52,94 habitantes por kilómetro cuadrado.